# Sepulcre del bisbe Oleguer
El sepulcre del bisbe Oleguer és l'urna sepulcral del que va ser bisbe de Barcelona, Oleguer Bonestruga, mort el 1137 i canonitzat el 1676. Es troba a la capella del Santíssim Sagrament de la catedral de Barcelona, i és d'estil barroc català. Va ser realitzada per Francesc Grau i Domènec Rovira II amb motiu de la canonització d'Oleguer quan també es va remodelar l'antiga sala capitular de la catedral de Barcelona, l'any 1675. L'urna sepulcral que hi conté el seu cos incorrupte està acompanyada per la figura jacent del mateix bisbe, obra de Pere Ça Anglada realitzada el 1406 d'estil gòtic.

## Sant Oleguer de Barcelona
Oleguer Bonestruga, més conegut com a Sant Oleguer, fou bisbe de Barcelona i arquebisbe de Tarragona, gràcies a Renall, amic d'Oleguer i canonge de la catedral de Barcelona recopilà els actes de la vida de Sant Oleguer. A més a més de la gran veneració que rebia Oleguer la gent sabia que feu moltíssimes coses tant per l'Església com per Catalunya. Va ser conseller dels comtes Ramon Berenguer III i Ramon Berenguer IV, aconsellant-los per exemple, en el matrimoni amb Dolça de Provença i Peronella d'Aragó. En l'aspecte eclesiàstic intervengué com el que més en la Reforma Gregoriana, gràcies a la qual l'Església llatina es va veure lliure de la tirania dels senyors feudals. Va ser qui amb els grans papes i reformadors imposà la veritable reforma en l'església, començant per les seves diòcesis de Barcelona i Tarragona. Renall, un cop havia escrit la biografia del Sant, es proposà descriure també els miracles que es produïren en el sepulcre al claustre de la catedral, entre ells el restabliment de la funció de la llengua a una dona que s'havia quedat sense parla. També fou tot un prodigi que el cos de Sant Oleguer es mantingués incorrupte.
Morí l'any 1137 a la ciutat comtal de Barcelona i va ser canonitzat oficialment el 1675. A l'edat de 77 anys es va començar a sentir malalt després d'una vida llarga i intensa, i mesos abans de la seva mort va fer nombroses donacions de les seves diverses possessions al capítol de la seu de Barcelona. També es va veure en cor de convocar i presidir un sínode de la seva diòcesi de Barcelona, on examinà l'estat de l'església de Barcelona i els deures dels sacerdots i clergues. Finalment el 6 de març de l'any 1137 va morir. Després de la seva mort ben aviat ja es parlava de la seva canonització, al segle xiii Sant Ramon de Penyafort ja el promogué a Roma, i el rei Pere el Gran també ho va exposar l'any 1281 al papa Martí V. Però no va ser fins al segle xvii que va reeixir la petició. Els processos de canonització van durar 45 anys, es van iniciar l'any 1630 i finalment el 25 de maig de l'any 1675 el papa Climent X acceptà el decret de canonització i Oleguer fou santificat canònicament.

## Història

### La capella del Santíssim, catedral de Barcelona

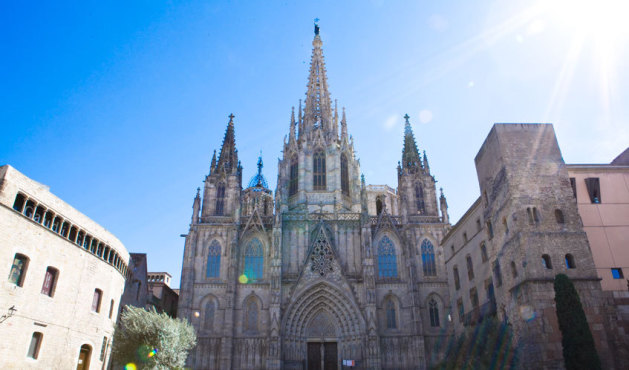
Catedral de Barcelona, situada al barri Gòtic, Pla de la Seu

En el moment de la canonització d'Oleguer va ser quan es decidí remodelar l'antiga sala capitular de la catedral de Barcelona per tal de bastir-la amb l'urna sepulcral d'Oleguer que hi conté el seu cos incorrupte, i fou encomanada a Francesc Grau i Domènec Rovira que la realitzaren l'any 1678.
El sepulcre està situat a la capella del Santíssim, la que havia estat fins a l'any 1676 la sala capitular de la catedral de Barcelona. Va ser fra Josep de la Concepció un dels grans arquitectes de l'època a Catalunya l'encarregat de condicionar dita sala com a capella de Sant Oleguer. Acabada la nova capella i col·locades les obres de Grau, Rovira i Anglada entre d'altres, no és fins a l'any 1701 que es pot fer el trasllat del cos de Sant Oleguer al nou sepulcre.
Des de llavors cada 6 de març, dia en què es va fer el trasllat i escollit el seu dia, es pot veure el seu cos incorrupte vestit amb els seus hàbits litúrgics, alguns de l'època de la seva mort i altres de nous. El peu de l'altar de fet, ja va ser construït de manera que deixés espai per a un reduït cambril des del qual podia contemplar, sota reixa i vidre, el cos del sant bisbe Oleguer.

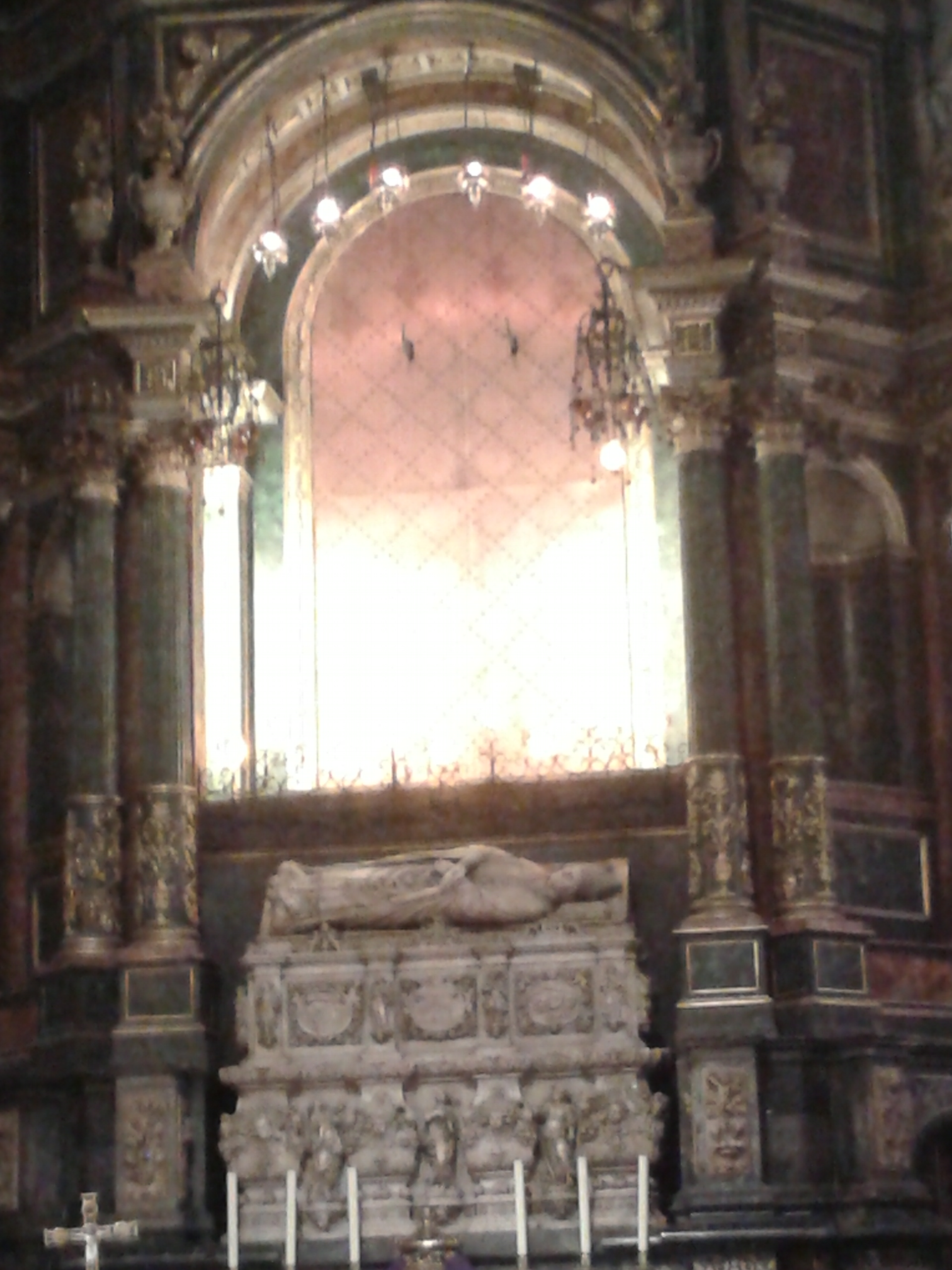
Altar de la Capella del Santíssim de la catedral de Barcelona

### Els autors: Francesc Grau i Domènec Rovira el Jove
Francesc Grau procedia d'un grup d'artistes manresans entre els quals hi havia estat membre també el seu pare Joan Grau. Els dos són reconeguts per obres com ara l'altar de la Santa Cova de Manresa, l'altar de la Puríssima Concepció de la catedral de Tarragona, entre d'altres. Rovira per altra banda, és originari d'Alcover i és considerat també un integrant més en el grup dels escultors de Manresa per la col·laboració que els proporciona.
Els escultors Francesc Grau i Domènec Rovira no foren escollits a l'atzar per tal de realitzar la magnífica obra. Se'ls va atorgar aquesta oportunitat un cop varen guanyar el concurs de projectes, convocat durant la construcció del nou altar, el qual havia de comptar amb la mateixa magnitud de la capella i la importància que representaria per a la catedral de Barcelona.

## Estil i descripció de l'obra

### Estil
Grau i Rovira van saber combinar a la perfecció les formes barroques del sepulcre amb la imatge gòtica d'Oleguer, també ho van saber fer en les dues tombes dels Girón de Rebolledo a Tarragona. En totes elles demostren un coneixement de l'Emblemàtica d'Alciato i de la Iconologia de Cesare Ripa, al mateix temps demostren una forta creativitat. Acompanyen així unes de les millors obres peninsular i europees del moment.
Aquest enllaç de dos estils com ho són l'gòtic i el barroc es troba relacionat també amb tres altres obres mestres de l'escultura catalana feta d'argent. Es tractarien doncs, de la Seu de Mallorca dels anys 1703-1721, el sepulcre de Sant Bernat Calvó del 1701 de la catedral de Vic, i l'urna de Sant Ermengol del 1755, de la Seu d'Urgell. Les dues primeres corresponen a l'escultor Joan Matons i aquesta última a Pere Lleopart.

### Descripció
El sepulcre del bisbe Oleguer consta de dos parts diferenciades, per una banda s'hi troba el pedestal de l'urna tapada per la figura jacent de Sant Oleguer i la part inferior està ornamentada amb figures de personatges femenins les quals signifiquen diverses virtuts. Dites figures estan envoltes per caps d'àngels, fruites i ocells.

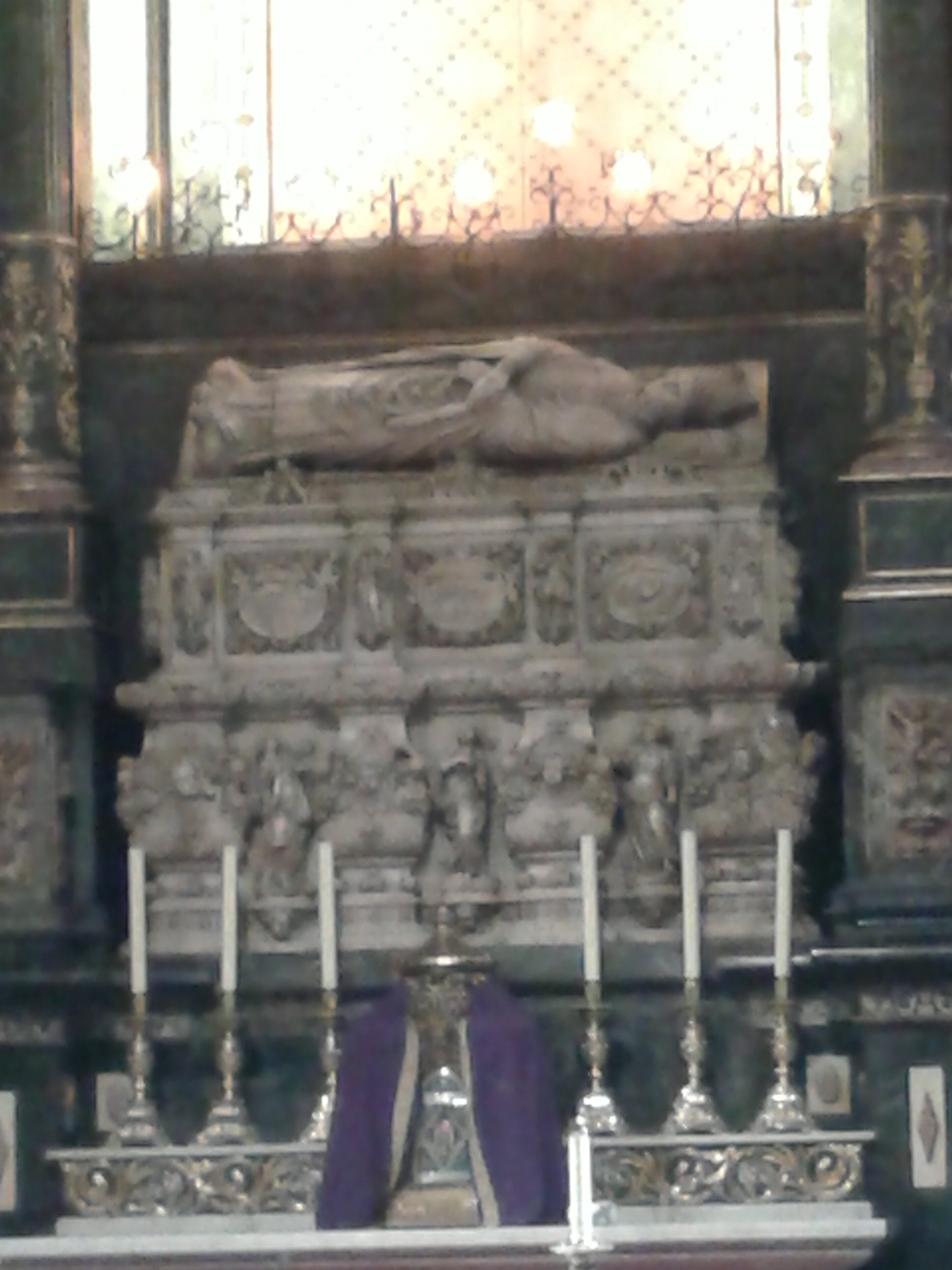
Sepulcre de Sant Oleguer juntament amb l'obra de Pere Ça Anglada, la figura jacent d'Oleguer

Cal que ens centrem en la delicadesa dels detalls, els emblemes de Sant Oleguer, etcètera, està treballat tècnica i estèticament de manera brillant, iniciant un cert naturalisme que serà comú a la majoria d'obres de caràcter devocional que seguiran els postulats trentins, els quals recomanaven que l'obra d'art fos clara, didàctica i que potenciés la pietat dels fidels. Esdevenen d'aquesta manera cimeres de l'escultura catalana del segle xvii.